# Cimetière de Villers-au-Tertre
Le cimetière de Villers-au-Tertre est un cimetière situé dans le centre du village de Villers-au-Tertre, dans le Nord, en France.

## Description
Il existe une tombe du Commonwealth, celle du lieutenant D. H. S. Gilbertson de la Royal Air Force, mort le 4 septembre 1918. On y trouve également la tombe des anciens maires Désiré et Joseph Thieullet.

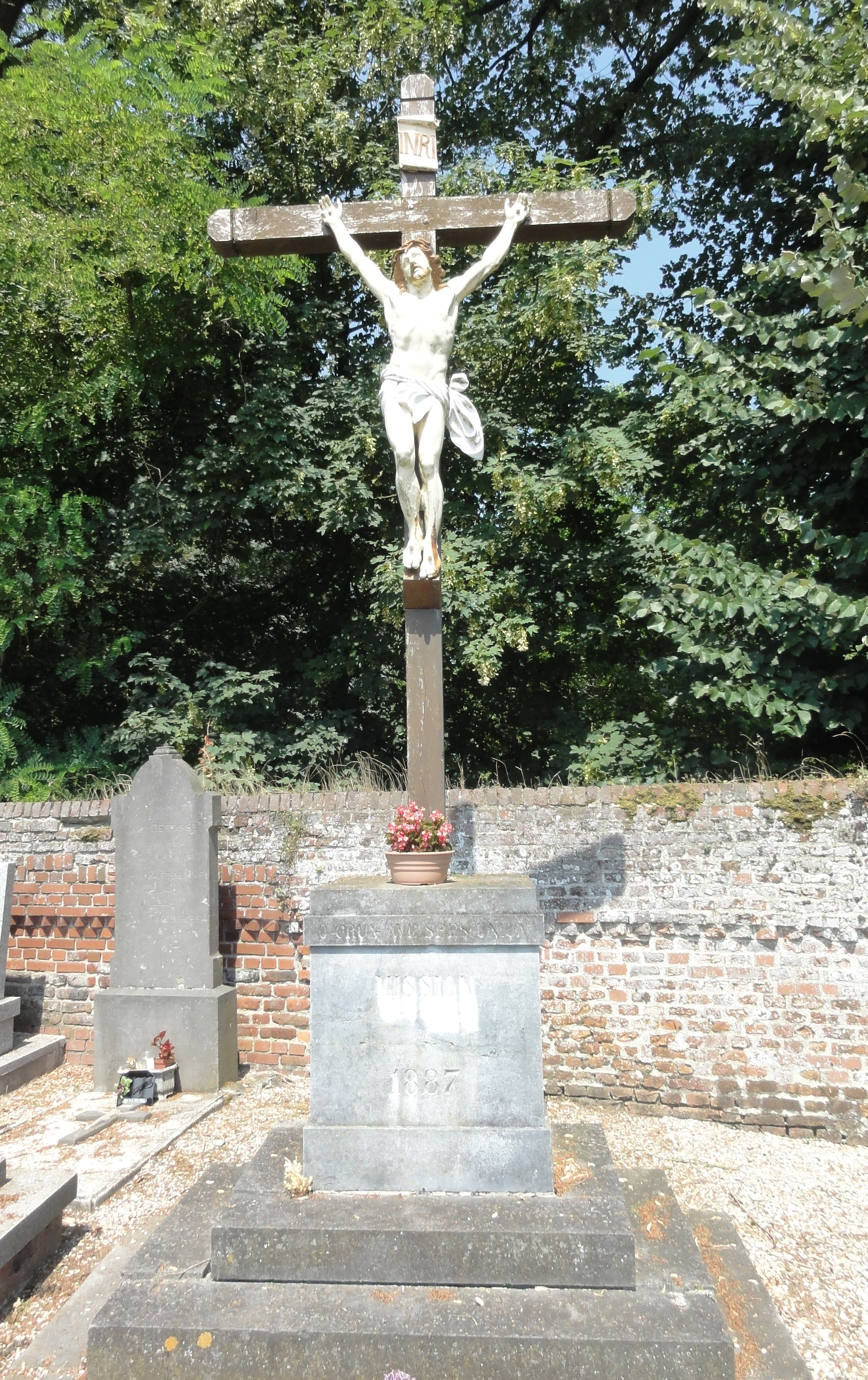
Le calvaire.
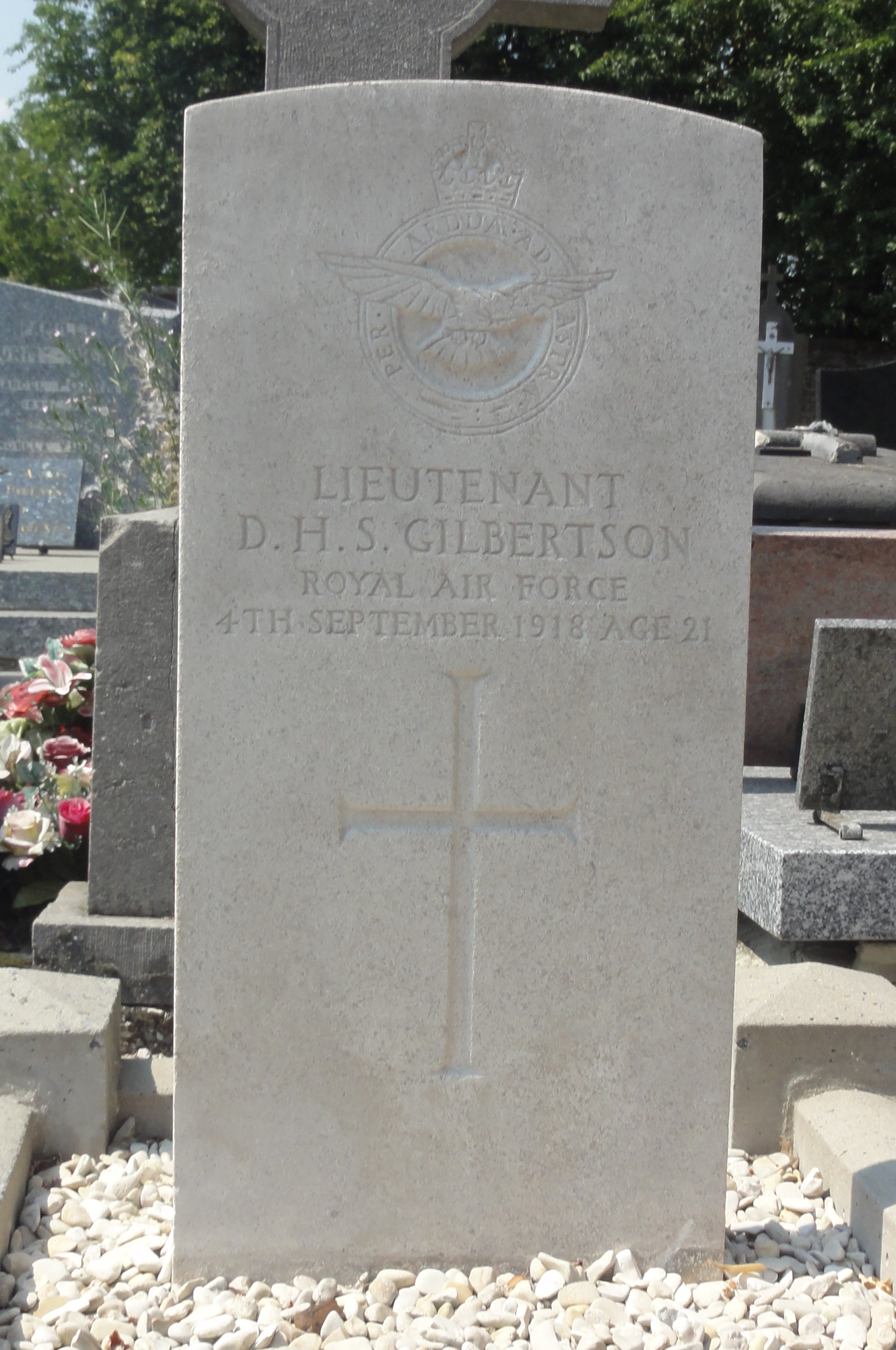
Tombe du Commonwealth.
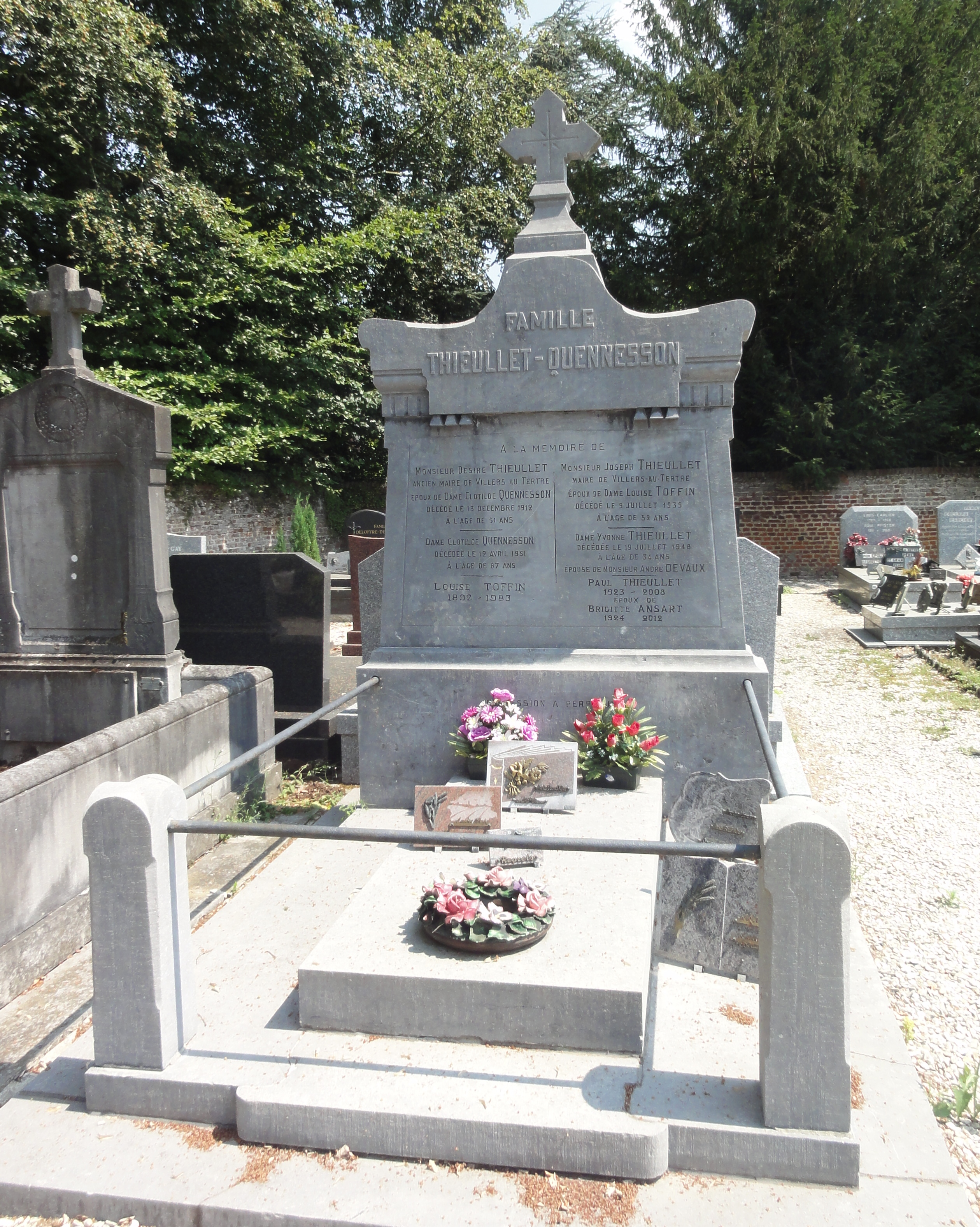
Tombe de la famille Thieullet-Quennesson.
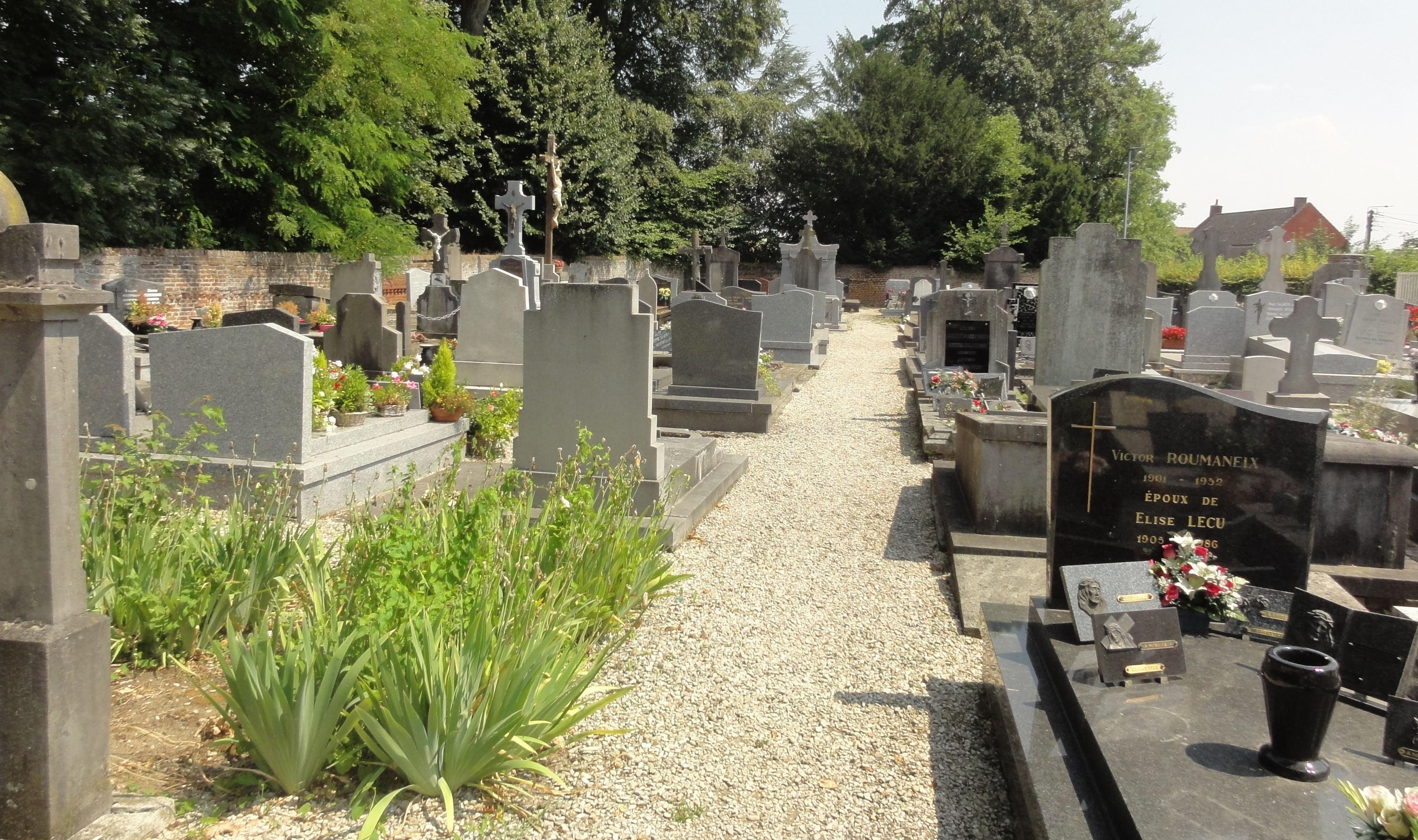
Vue générale du cimetière.

Villers-au-Tertre possède un deuxième cimetière, plus récent, établi au sud de la commune, rue de Fressain.